# Pholcus spasskyi
Pholcus spasskyi is een spinnensoort uit de familie trilspinnen (Pholcidae). De soort komt voor in Turkije. 